# Mimmo Pintacuda

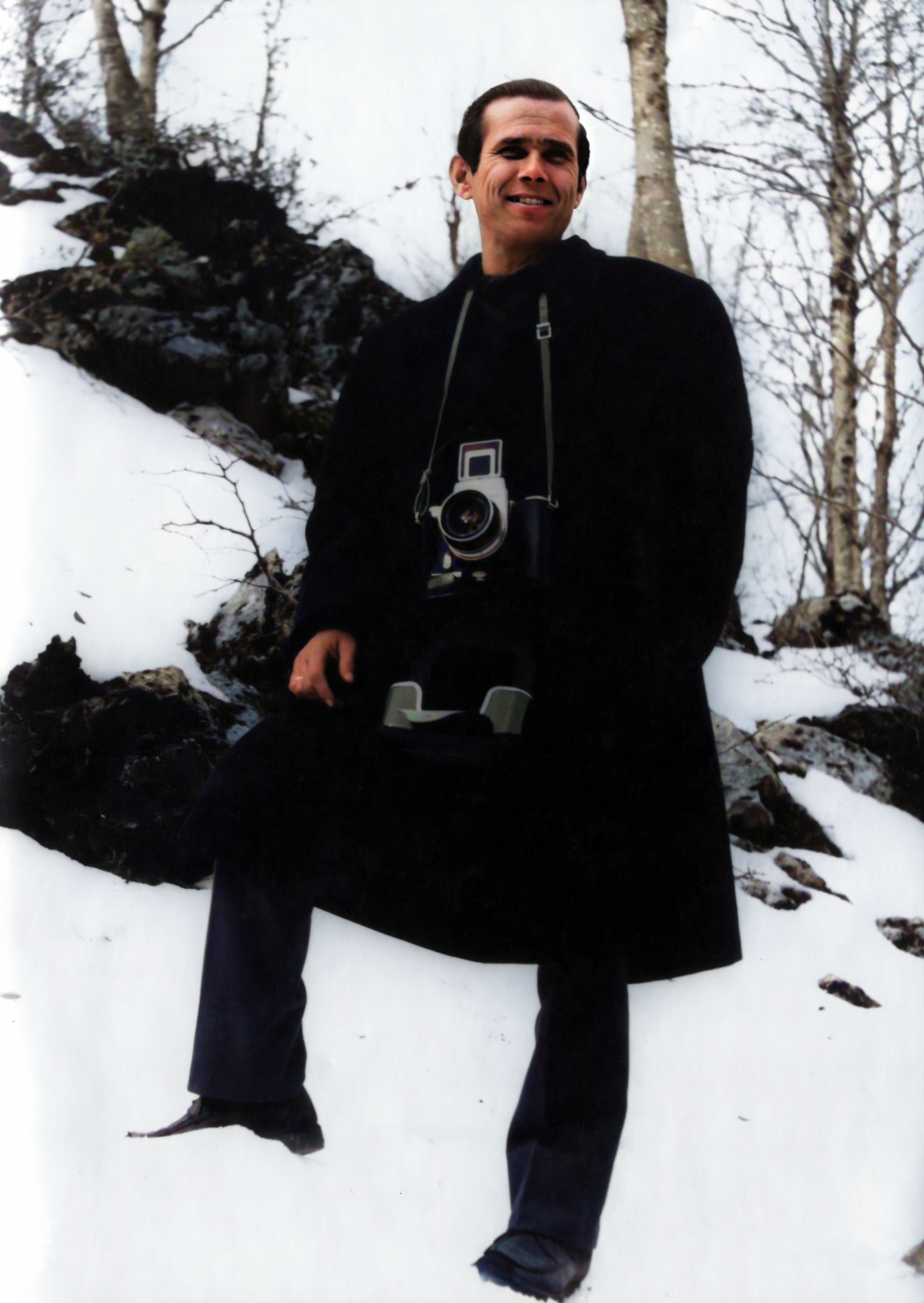
Mimmo Pintacuda (foto di Paolo Pintacuda)

Mimmo Pintacuda (Bagheria, 11 agosto 1927 – Bagheria, 21 dicembre 2013) è stato un fotografo italiano.

## Biografia
Nato a Bagheria, in provincia di Palermo, Mimmo Pintacuda dedica gran parte della sua vita alla fotografia e nel corso degli anni realizza diverse iniziative e numerose mostre. Dagli anni '50 fino ai primi anni '80 svolge anche l'attività di proiezionista cinematografico. Attorno alla metà degli anni '60 incontra il giovanissimo concittadino Giuseppe Tornatore, futuro regista Premio Oscar, e lo introduce al mondo del cinema e dell'immagine.
Tornatore si è ispirato esplicitamente a Pintacuda per il personaggio dell'operatore cinematografico Alfredo (interpretato da Philippe Noiret) del suo celebre film Nuovo Cinema Paradiso (1988) e, parlando del suo maestro, ha detto:
“Della fotografia di Mimmo Pintacuda mi colpiva la capacità di essere un esercizio di osservazione della realtà estraneo alla manipolazione della realtà. Quello che le sue foto mostravano era tutto vero, ma quella realtà veniva mostrata attraverso una sensibilità visiva che sfuggiva all'occhio di chiunque andasse in giro per le vie di Bagheria. Questa fu per me una scuola importantissima che ha influenzato la mia capacità di vedere le cose da regista cinematografico.”
Sin da subito Mimmo Pintacuda inizia una ricerca lunga e personale, che si potrebbe definire "antropologica", svolta prevalentemente a Bagheria ma non solo e sviluppa nel contempo uno stile fotografico inconfondibile.
In più di cinquant'anni di carriera scatta oltre 13.000 immagini e questa sua intensa indagine sociale gli permette di realizzare numerose mostre: Quando i bambini non ci guardano (1967), La grafiafoto (1973), Bagheria ieri e oggi (1980), Anziani (1990) per citarne solo alcune. Nel 1969 si reca a Chicago dove in cento giorni dà vita a un reportage sulla condizione degli emigranti italiani negli U.S.A. Quel lavoro troverà il suo giusto coronamento nella mostra, ospitata alla Galleria d’Arte Moderna di Palermo, Diario di un emigrante (1977) presentata a catalogo, come le altre personali, da Renato Guttuso suo grande amico.
Nel 2005, per rendere omaggio alla sua lunga carriera, nella prestigiosa sede del Museo Guttuso di Bagheria è stata dedicata al grande fotografo la mostra antologica Mimmo Pintacuda, cinquant'anni di fotografie. La mostra, che comprendeva oltre 120 fotografie e due raccolte inedite realizzate negli anni ‘70, La sedia racconta e Tracce, è stata accompagnata dal volume omonimo Mimmo Pintacuda, cinquant'anni di fotografie presentato da Giuseppe Tornatore. Un anno più tardi Mimmo Pintacuda ottiene il più importante riconoscimento che un fotografo possa raggiungere: l'intero suo Archivio fotografico viene acquisito dal Museo Nazionale Alinari della Fotografia dove tuttora è curato e custodito.
Pintacuda muore a Bagheria nel 2013, all'età di 86 anni. Nel 2015 due importanti eventi internazionali ricordano il grande fotografo. Nel mese di luglio a Londra, organizzato da Cinema Italia Uk e col patrocinio del Consolato Generale d'Italia e dell'Istituto Italiano di Cultura di Londra, viene proiettato il documentario Mimmo Pintacuda – La mia fotografia realizzato dal figlio Paolo Pintacuda. Qualche mese dopo, a settembre, viene invece allestita a Tokyo, nella sede dell'Istituto Italiano di Cultura, la mostra Alle origini di Nuovo Cinema Paradiso con fotografie di Mimmo Pintacuda e Giuseppe Tornatore.

## Principali Mostre e Raccolte
- Quartiere del Carmine, 1965
- Quando i bambini non ci guardano, 1967
- Tracce, 1970 (edita nel 2005)
- La grafiafoto, 1973
- Diario di un emigrante, 1977
- La sedia racconta, 1978 (edita nel 2005)
- Bagheria ieri e oggi, 1980
- Incubo del Principe di Palagonia, 1987
- Anziani, 1990
- Mimmo Pintacuda, cinquant'anni di fotografie, 2005
- Alle origini di Nuovo Cinema Paradiso, (con fotografie di Mimmo Pintacuda e Giuseppe Tornatore), 2015
- Mimmo Pintacuda, il testimone discreto - La storia del vero Alfredo di Nuovo Cinema Paradiso, 2023

## Pubblicazioni
- Mimmo Pintacuda 50 anni di fotografie, a cura di Dora Favatella Lo Cascio, Bagheria, Eugenio Maria Falcone Editore, 2004. ISBN 8888335153
- L'affaire Pittore di carretti, in Per armi lucenti. Guttuso e i pittori di carretto, a cura di Fabio Carapezza Guttuso e Dora Favatella Lo Cascio, Bagheria, Plumelia Edizioni, 2015. ISBN 9788889876923
- Mimmo Pintacuda, il testimone discreto - La storia del vero Alfredo di Nuovo Cinema Paradiso, di Paolo Pintacuda, Leonforte, Siké Edizioni, 2023. ISBN 9788833340715

## Curiosità
Mimmo Pintacuda appare nel film Baarìa nei panni del cassiere del cinema. Si tratta della scena che rievoca la prima volta in cui il regista Giuseppe Tornatore entrò in una sala cinematografica. Proiettavano il film Uno sguardo dal ponte (1962) di Sidney Lumet.